# 夕刊ひろしま
夕刊ひろしま（ゆうかんひろしま）は、かつて日本の広島県広島市に存在した新聞である。

## 概要
中国新聞系列であり、発行元の中国新聞社が1946年6月1日に設立した「有限会社夕刊ひろしま新聞社」から発刊された。
1948年2月1日、社名を「有限会社夕刊中国」に変更し、新聞名も「夕刊中国」とした。さらに1949年10月1日、新聞名を「夕刊中国新聞」に再変更した。
1952年10月1日、中国新聞本紙の朝刊・夕刊セット販売の開始とともに廃刊となり、発行会社は中国新聞社が吸収した。